# Чукотский национальный Халарчинский наслег
Чукотский национальный Халарчинский наслег (якут. Халарчы нэһилиэк) — сельское поселение в Нижнеколымском районе Якутии (Россия). Расположен в низовьях Колымы. Единственным населённым пунктом наслега является село Колымское.
Халарчинсий наслег был образован в 1941 году. Из 798 жителей наслега 332 являются чукчами. Согласно закону «О статусе национального административно-территориального образования в местностях (на территориях) компактного проживания коренных малочисленных народов Севера Республики Саха (Якутия)» наслег имел право на статус «чукотского национального». 27 февраля 2008 года сход жителей наслега единогласно поддержал предложение о наделении Халарчинского наслега национальным статусом. В 2011 году Государственное собрание (Ил Тумэн) Якутии наделил наслег статусом «чукотский национальный».
Основные занятия населения наслега — охота, рыболовство и оленеводство. Годовой объём заготовки рыбы — 110 т, оленины — 20 т.
В наслеге работают средняя школа с преподаванием чукотского языка, музыкальная школа, детский сад, больница, краеведческий музей, дом культуры и библиотека.
На территории наслега располагается множество озёр: Епин и другие.

## Известные жители
- Курилов, Николай Константинович (1886—1984) — депутат Верховного Совета СССР 1-го созыва[2].
- Горулин, Иннокентий Яковлевич — депутат Верховного Совета СССР 8-го созыва[2].